# Agia Effimía
Ágia Effimía (en griego Άγια Ευφημία, Ágia Effimía) es una localidad del norte de Cefalonia en Grecia. Se encuentra a 27 km de la capital de la isla, Argostoli. Cuenta con una muy pequeña playa y un embarcadero que ocupa casi toda la bahía. Cuenta con una oficina de correos y varios restaurantes para los turistas. Está cerca de Sami, la segunda ciudad más grande de Cefalonia.

## Urbanismo
La calle principal de Agia Effimía rodea la bahía semicircular en la que se asienta la población. Dicha calle aglutina la gran mayoría de los servicios, extendiéndose el grueso del casco urbano hacia el oeste, sobre las faldas del monte cercano.[cita requerida]

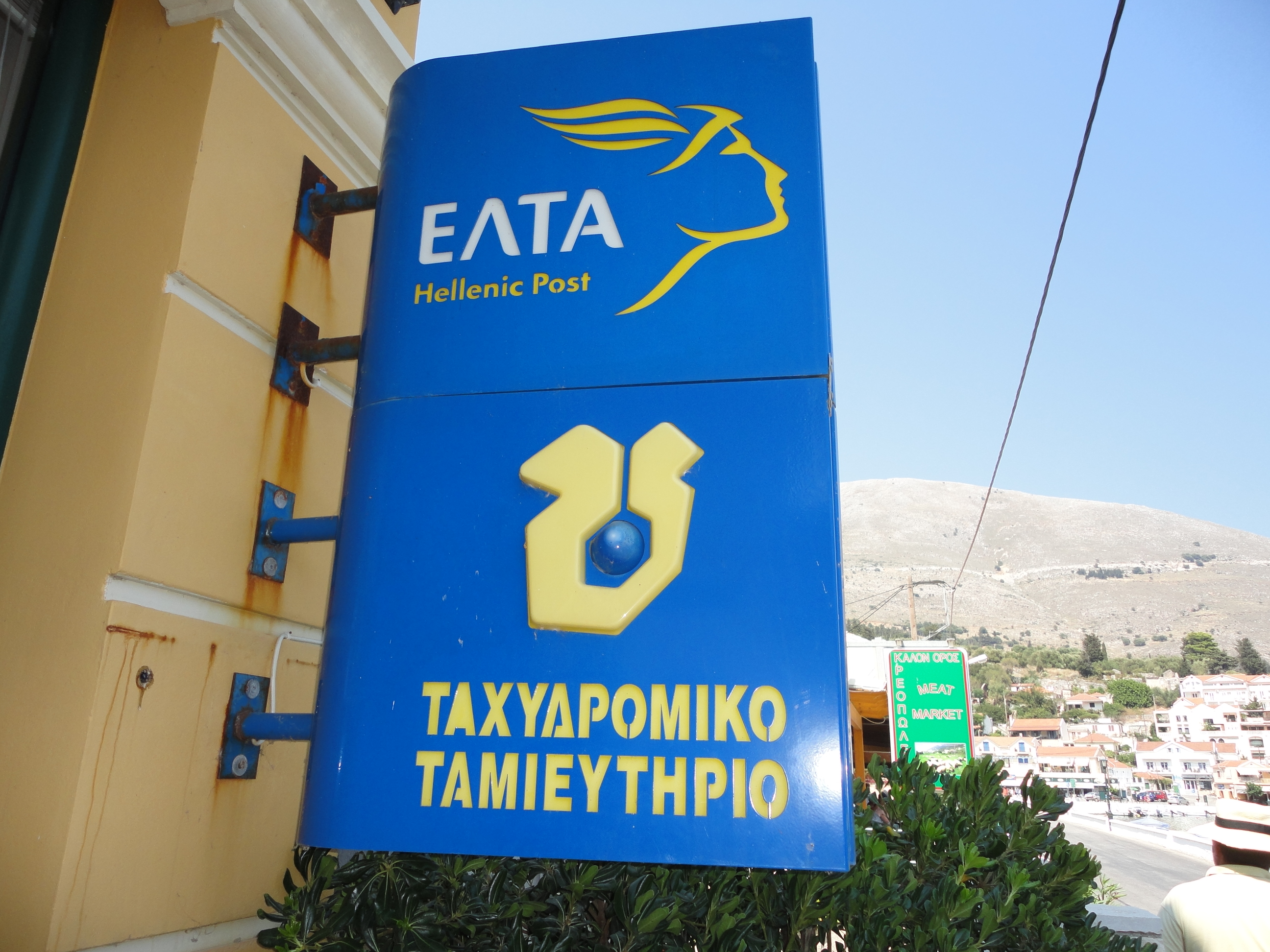
Oficina de correos de la ciudad

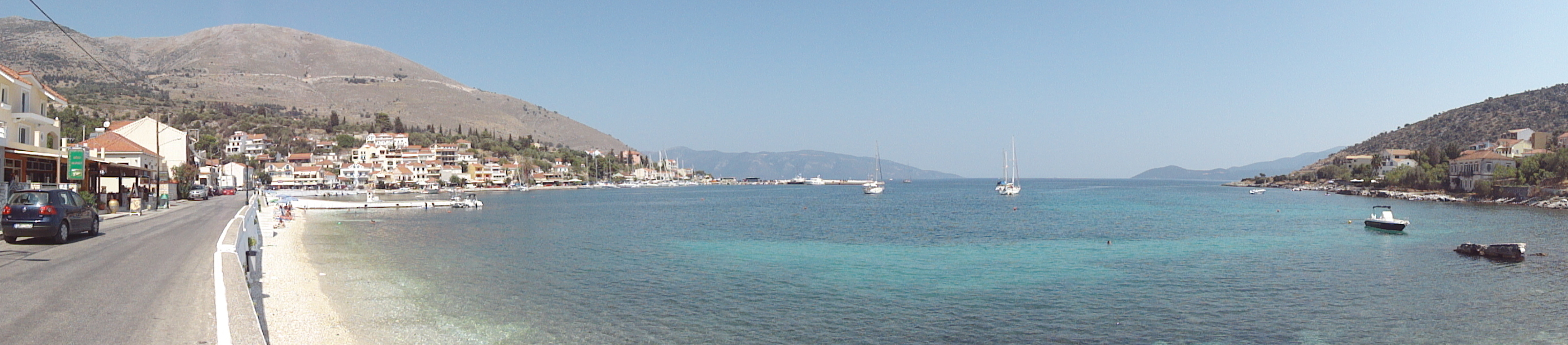
Vista panorámica de la ciudad

- Datos: Q4692493
- Multimedia: Agia Efimia / Q4692493